# Chris Mueller
Chris Mueller, född 6 mars 1986, är en amerikansk professionell ishockeyspelare som spelar för Anaheim Ducks i NHL. Han har tidigare spelat för Nashville Predators, Dallas Stars och New York Rangers.